# 耿马假瘤蕨
耿马假瘤蕨（学名：Phymatopteris connexa）为水龙骨科假瘤蕨属下的一个种。

## 扩展阅读
- 維基物種上的相關：耿马假瘤蕨